# Kloster Weißenohe

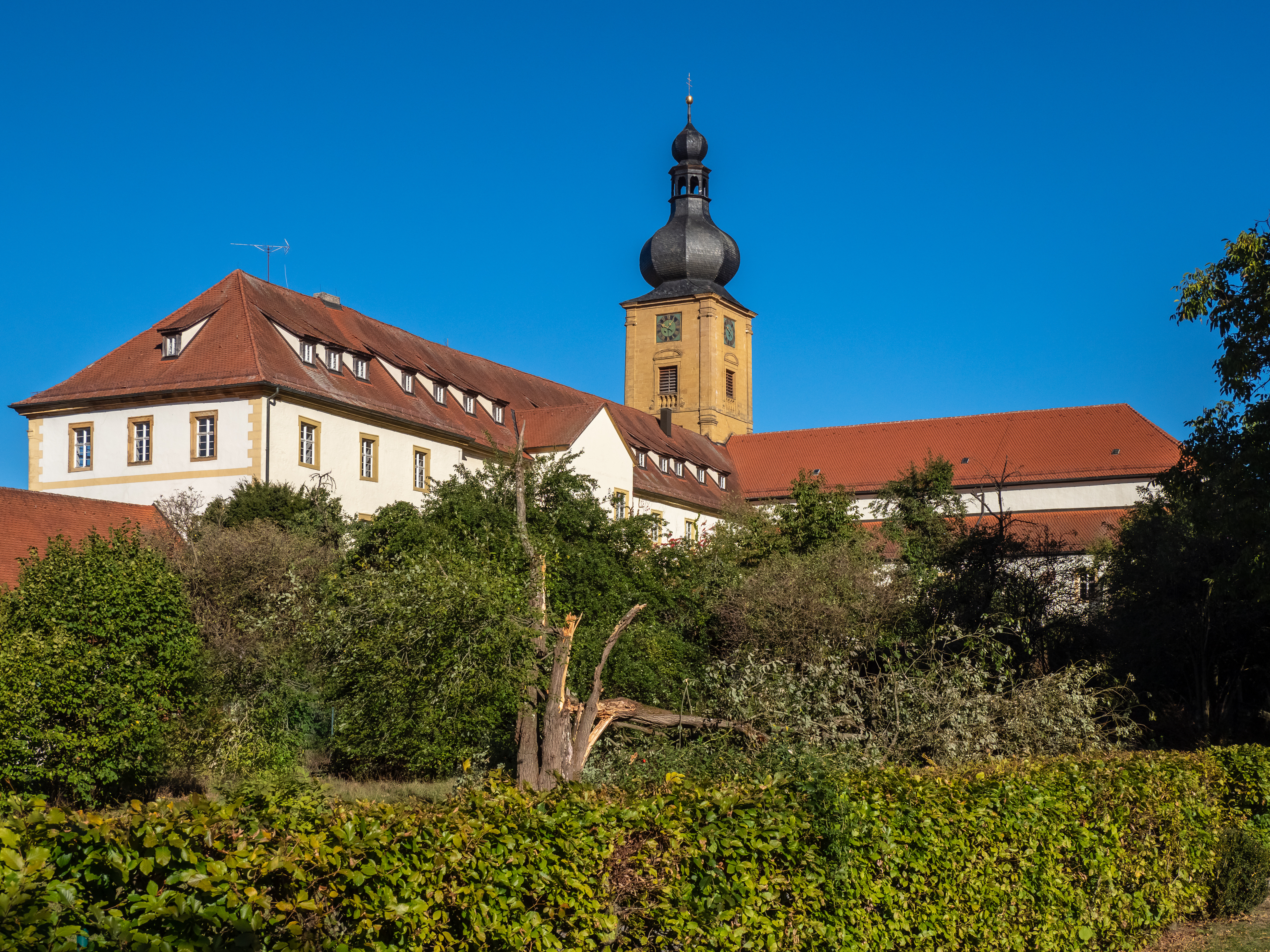
Kloster Weißenohe

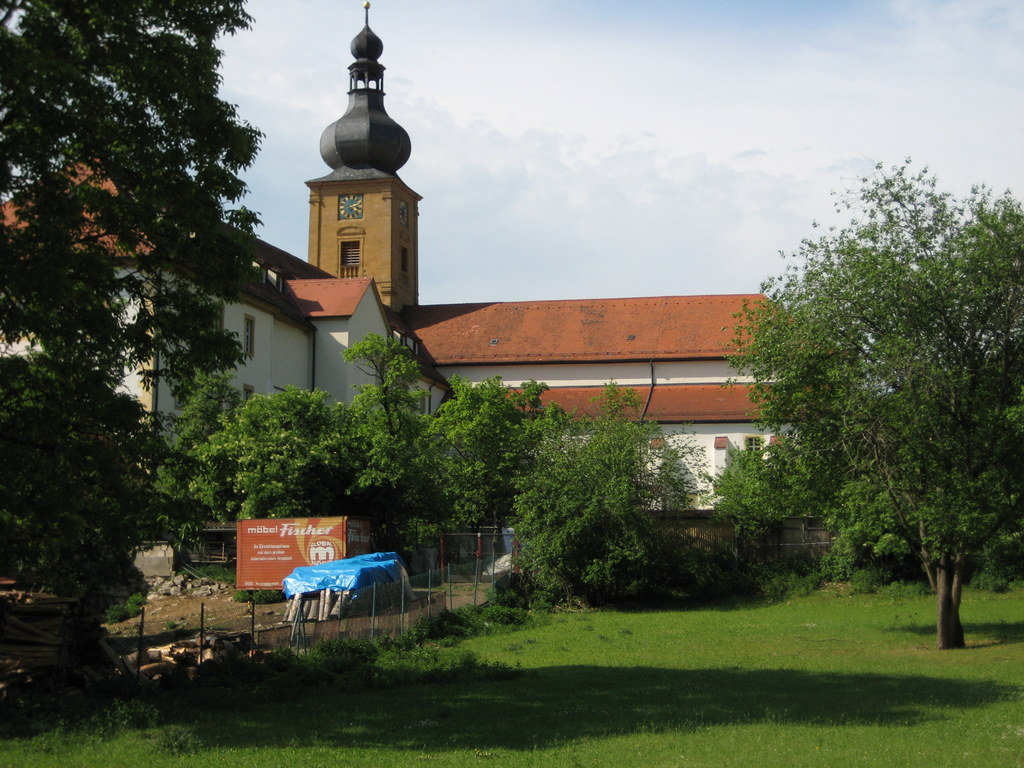
Kloster Weißenohe

Das Kloster Weißenohe ist eine ehemalige Benediktinerabtei in Weißenohe in Bayern in der Erzdiözese Bamberg.

## Geschichte

### Von der Gründung bis zur ersten Aufhebung in der Reformationszeit
Das St. Bonifatius geweihte Kloster wurde in der zweiten Hälfte des 11. Jahrhunderts im Westen des baierischen Nordgaus, an der Grenze zu Ostfranken gegründet. Die zwar im Original verlorene, aber in zwei sehr frühen Fassungen erhaltene Bestätigungsbulle von Papst Paschalis II. aus dem Jahr 1109 nennt als Stifter einen edlen Herrn Aribo (Eribo), seine Frau Gvilla (Willa) und eine Nichte Hadamoth (Hadimuot). Weder über die Herkunft Aribos noch über das genaue Gründungsjahr gibt sie Auskunft.
Seit dem zweiten Drittel des 16. Jahrhunderts kursierte eine zweite Tradition, die die Gründung dem Eichstätter Bischof Gebhard I. zuschreibt, der im Jahre 1054 von Kaiser Heinrich III. zum Papst designiert wurde und dieses höchste Kirchenamt 1055 mit dem Namen Viktor II. annahm. Aus dieser zweiten und sehr späten Überlieferung stammt wohl das häufig genannte, aber sicherlich unrichtige Gründungsjahr 1053 für das Kloster Weißenohe.

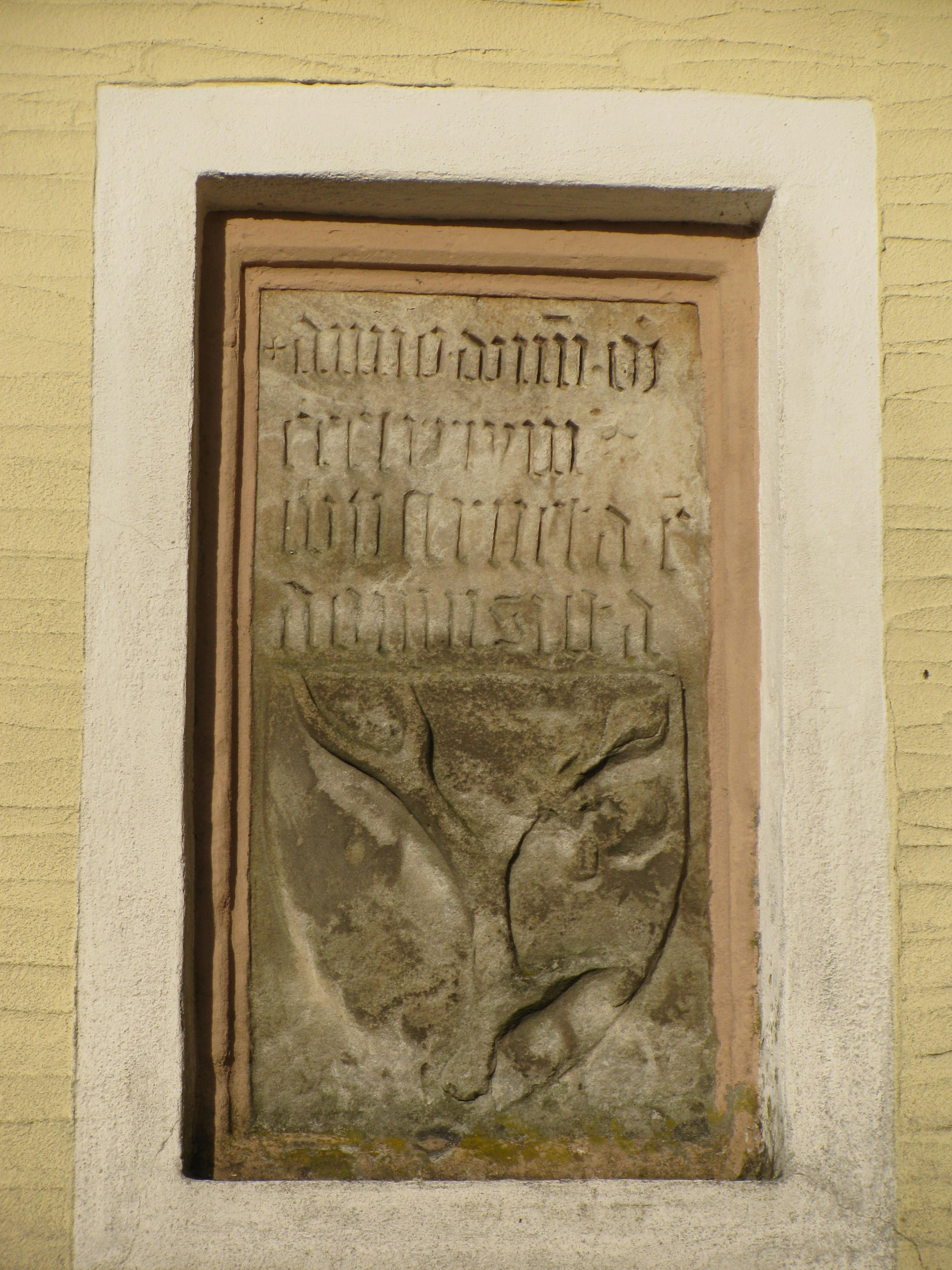
Inschrift von 1388 aus dem alten Kloster, heute am Eingang zum Friedhof

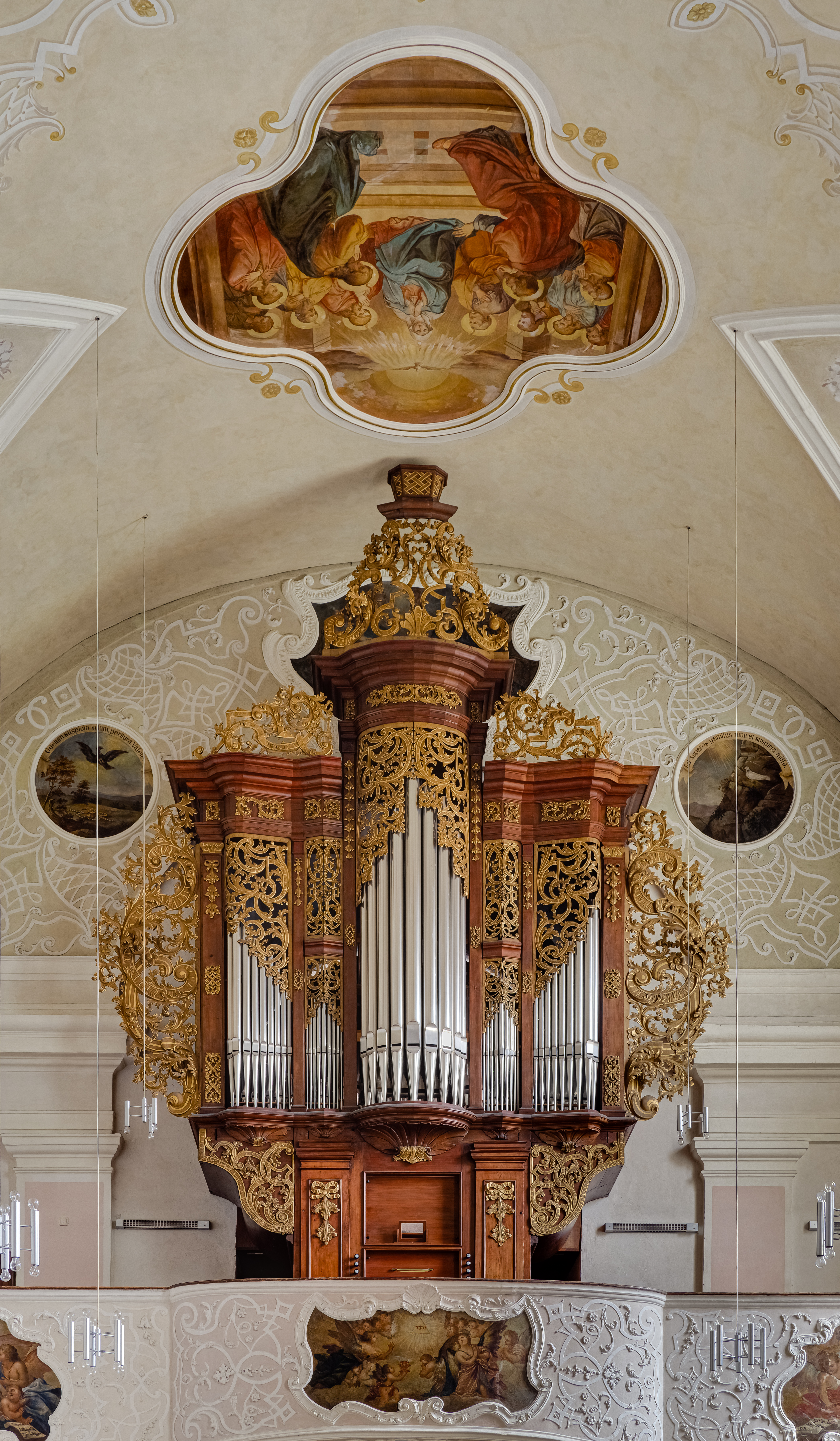
Orgel

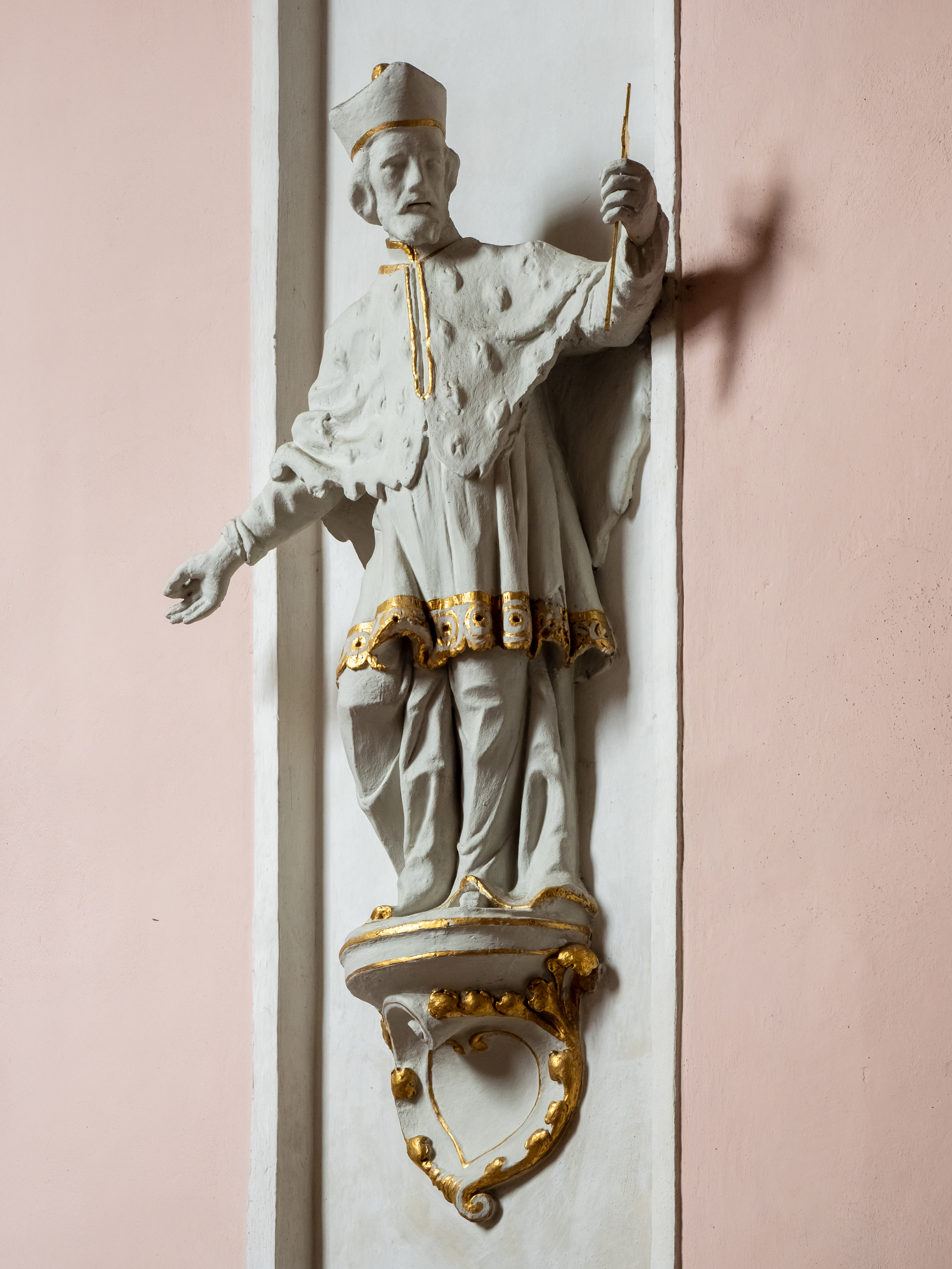
Statue in der katholische Pfarrkirche

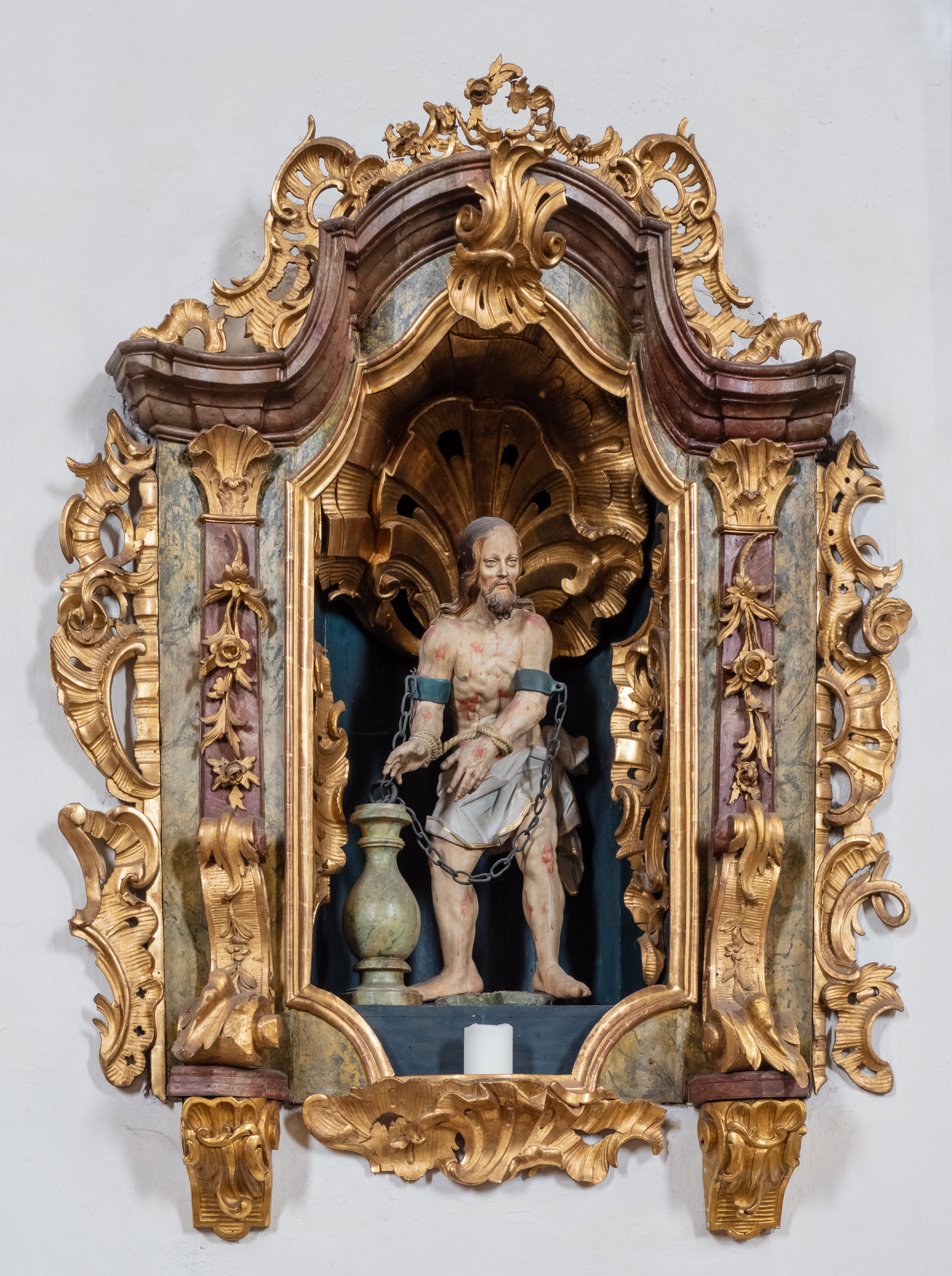
Statue in der katholische Pfarrkirche

Seit dem 18. Jahrhundert beruft sich die Abtei wieder auf die Aribo-Tradition. Spätestens seit Scholliners Monographie aus dem Jahr 1784 wird dabei der Weißenoher Aribo, der als solcher in einer Urkunde zu einer Bamberger Bistumssynode erstmals 1059 auftaucht, mit dem 1055 von Kaiser Heinrich III. abgesetzten baierischen Pfalzgrafen Aribo II. aus dem Haus der Aribonen gleichgesetzt. Auch wenn diese These noch nicht endgültig bewiesen ist, so spricht doch einiges für sie, insbesondere die geographische Nähe Weißenohes zu Pottenstein, wo Boto, der Bruder des ehemaligen Pfalzgrafen lebte. Für die Stiftung des Klosters käme dann entweder die Zeit kurz nach Aribos Absetzung und zeitweiliger Ächtung (in den späten 1050er oder frühen 1060er Jahren) in Frage, vermutlich aber eher das ausgehende 11. Jahrhundert, vor seinem Tod 1102.
Das Kloster unterstand in den Zeiten des Investiturstreits direkt dem Heiligen Stuhl und hatte die Privilegien der freien Abtwahl und der freien Wahl des Vogtes inne. Die ersten Mönche kamen wahrscheinlich aus dem Kloster Michelsberg in Bamberg, in der Folge dann vor allem aus den kleineren Adelsgeschlechtern der näheren Umgebung. Die Nennung von Burg Hiltpoltstein in den Abschriften der päpstlichen Bulle wird als Indiz gesehen, dass diese spätestens in der Mitte des 12. Jahrhunderts Vogtsitz war. Die unterschiedlichen Schutzbriefe von Päpsten und Kaisern aus den ersten beiden Jahrhunderten seines Bestehens legen ein langsames Wachstum der Besitzungen nahe, allerdings waren die Güter verstreut und lagen teilweise sehr weit entfernt. Die vielen, bisweilen sogar gefälschten Schutzbriefe, u. a. von König Konrad III., Papst Eugen III., Papst Coelestin III., König Philipp von Schwaben, Papst Innozenz III., Kaiser Ludwig IV. etc. zeugen aber auch davon, dass die Abtei immer wieder Angriffen und Übergriffen ausgesetzt war, gegen die sie sich zur Wehr setzen musste. Genauere Rückschlüsse auf konkrete Ereignisse lassen sich den entsprechenden Urkunden jedoch in den seltensten Fällen entnehmen.
Erst im 14. und 15. Jahrhundert verdichten sich die Hinweise darauf, dass Weißenohe über die Zeit hinweg eine recht kleine Gemeinschaft von teilweise nur zwei oder drei Mönchen geblieben war, denen überdies weder die Klosterdisziplin noch die Verwaltung der ökonomischen Grundlagen ihres Konvents besonders am Herzen lag. So wurde die Abtei zu Beginn des 16. Jahrhunderts zum Spielball der drei umliegenden Mächte Bamberg, Nürnberg und Obere Pfalz, zwischen denen sie beinahe aufgerieben wurde. Wohl noch am Tag des Ablebens des letzten Abtes im Jahr 1554 wurde das Benediktinerkloster von der protestantischen Kurpfalz in Besitz genommen und in ein Klosteramt übergeführt.

### Von der Aufhebung bis zur Neubegründung im 17. Jahrhundert

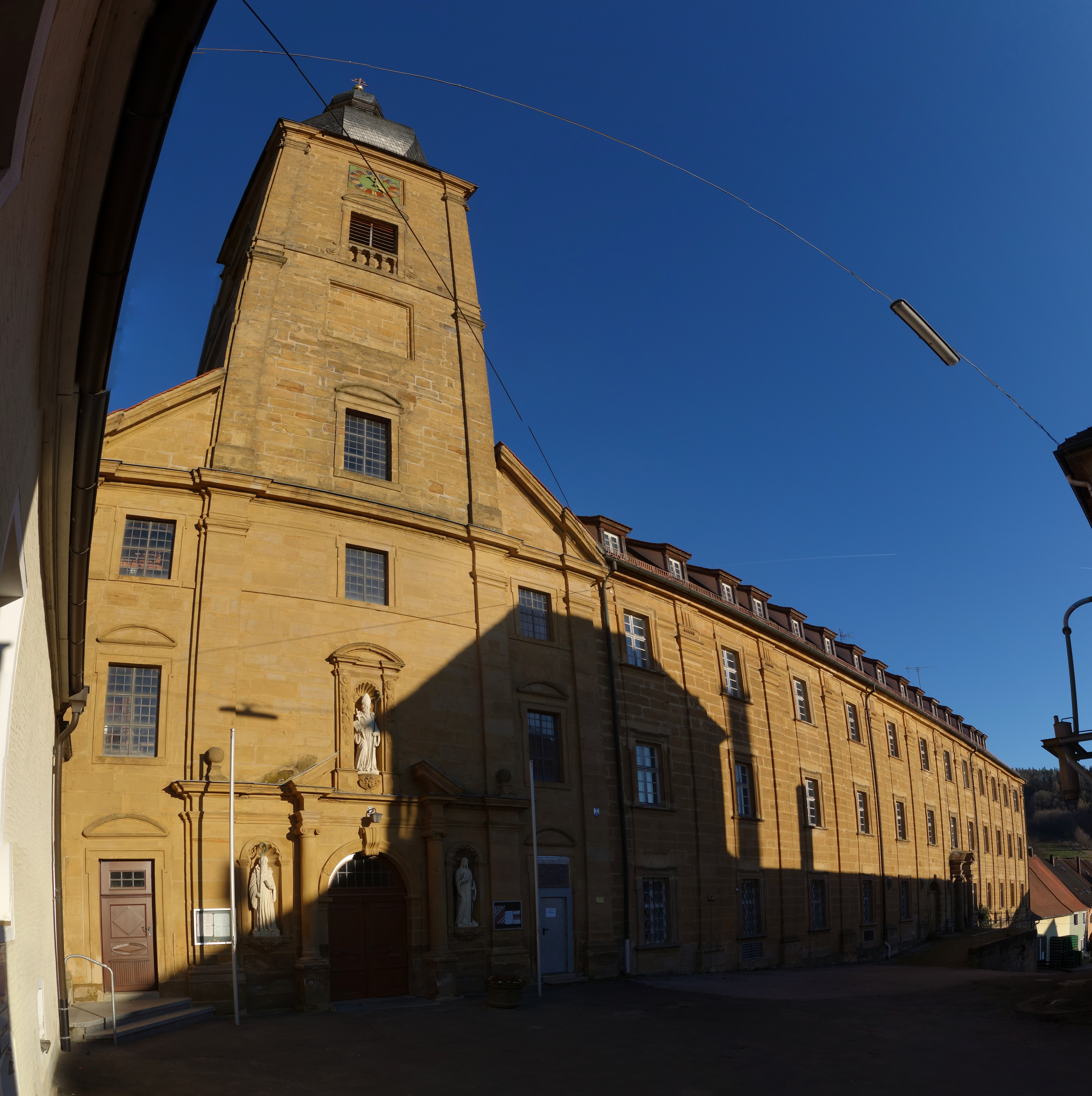
Kloster Weißenohe, Abtsflügel

Mit dem Übergang des Klosters an die Pfalz wurde in Weißenohe sukzessive die Reformation eingeführt. Zunächst geschah dies, wie in den umliegenden Nürnberger Dörfern, zum evangelisch-lutherischen Bekenntnis mit eigenem Prediger und Lehrer neben dem weltlichen Administrator der Klosterbesitzungen. Mit Kurfürst Friedrich III. von der Pfalz kam dann zwischen 1565 und 1578 der Calvinismus nach Weißenohe. Für einige Jahre herrschte anschließend wieder evangelisch-lutheranisches Einverständnis zwischen den Pfarrern von Weißenohe und Igensdorf, bis dann Mitte der 1580er Jahre neuerlich die calvinistischen Prediger Einzug in die alte Klosterkirche hielten. Zu Beginn des Dreißigjährigen Krieges verlor die Pfalz die Obere Pfalz an Bayern, so dass Weißenohe nach einer Übergangszeit (calvinistisch und katholisch) Mitte der 1620er Jahre wieder katholisch und 1628 zu einer katholischen Pfarrei der Diözese Bamberg auf bayerisch-oberpfälzischem Territorium wurde. Beinahe 100 Jahre sollte die Pfarrei, zumeist in Personalunion mit Stöckach bestehen, die letzten 60 Jahre davon allerdings in beständigem Streit mit dem neubegründeten Kloster.

### Von der Neubegründung bis zur endgültigen Aufhebung in der Säkularisation (1803)
Im Jahre 1661 wurden die oberpfälzischen Benediktinerklöster Michelfeld, Ensdorf und Weißenohe wiederbegründet. Bereits Ende des Jahres kamen die ersten beiden Mönche aus Prüfening, formal wurde Weißenohe dann 1669 als Priorat dem Benediktinerorden übergeben und 1695, nicht ohne Konflikte mit der Diözese Bamberg, zur eigenständigen Abtei erhoben. Im Laufe der Jahre verdrängte das mit rund zehn Mönchen weiterhin recht kleine Kloster mit nicht immer barmherzigen Methoden die von Bamberg eingesetzten Pfarrer und übernahm schließlich selbst die Pfarrseelsorge.

Die von Prüfening ausgesandten Prioren waren teilweise hochgelehrte Theologen, die noch während der Vorbereitungen für den Neubau des Klosters mit der Einrichtung eines theologischen Studienseminars begannen. Hervorzuheben ist dabei Prior Gregor Dietl, der eine Vielzahl an theologischen und philosophischen Publikationen vorzuweisen hat. Die Klostergebäude und die alte Kirche wurden sukzessive seit 1690 abgebrochen und zunächst durch den neuen Konventsbau, die Kirche (Weihe 1707) und später auch den Abtsflügel ersetzt, der bis heute das Bild Weißenohes prägt. 
In den prächtigen barocken Gebäuden erlebte Kloster Weißenohe im 18. Jahrhundert trotz vielfacher Kriegslasten eine Blütezeit. Selbst die Äbte verfassten, neben ehrwürdigen und ausgefeilten Predigen, kleine Singspiele und Theaterstücke. Die theologische Ausbildung jedoch konnte wohl nicht ganz das Niveau halten, das sich unter dem Prüfeninger Einfluss abgezeichnet hatte, aber immerhin häufen sich gegen Ende des Jahrhunderts wieder Publikationen aus der Feder von Weißenoher Mönchen, auch wenn der herausragende Theologe, Marian Dobmayer, nur eine lose Verbindung zum Kloster hielt. Die leider verloren gegangene Bibliothek wuchs an, ein Naturalienkabinett wurde angeschafft. Mit anderen Worten, gegen Ende des Jahrhunderts hielt die Aufklärung Einzug in das Kloster, mit nicht wenigen Konflikten zwischen den Neuerern und den Traditionalisten um die Klosterdisziplin, um die Art von Spiritualität, die die neuen Zeiten verlangen, um die Lektüre von Immanuel Kant und um viele Punkte mehr.

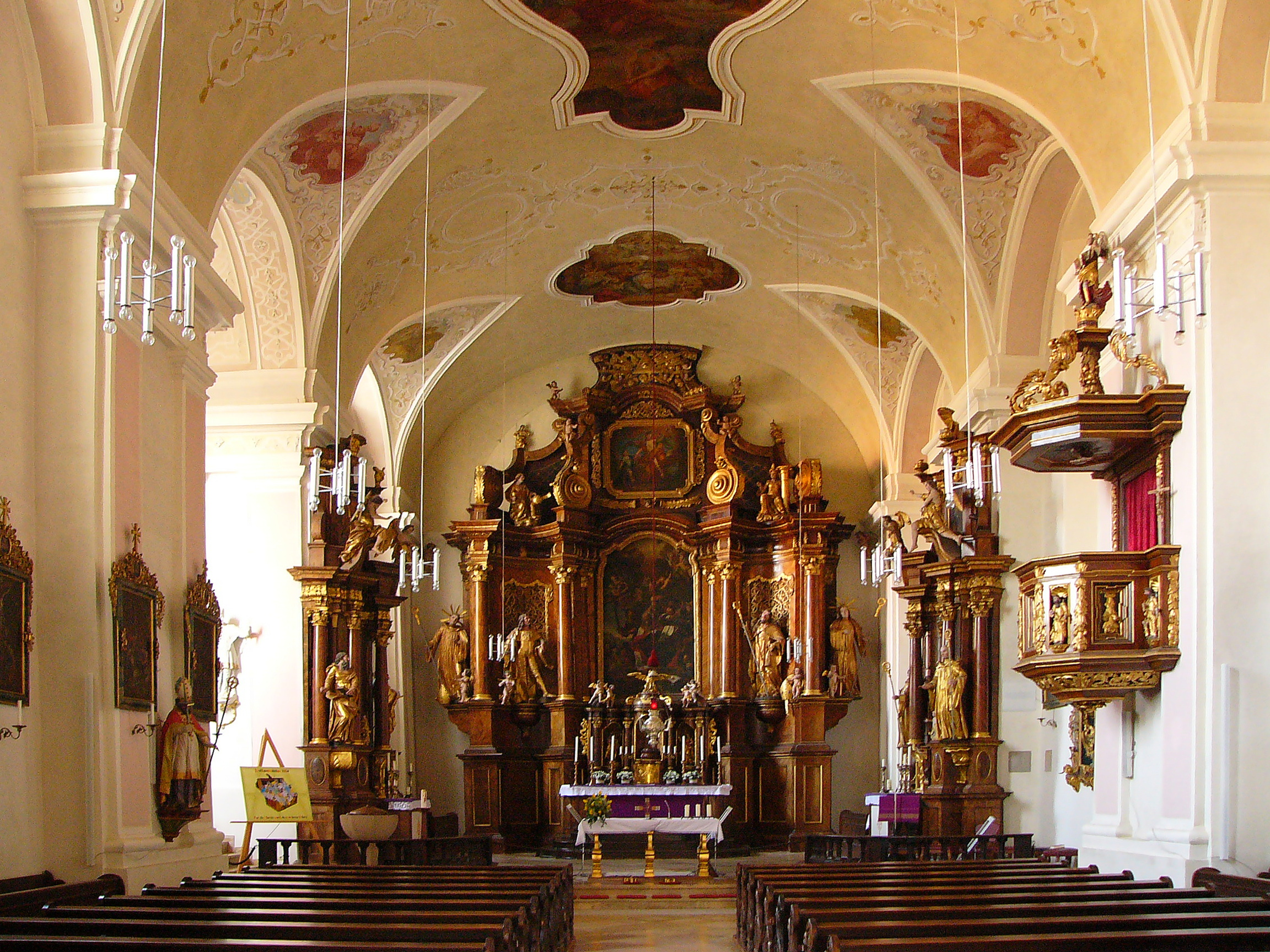
Pfarrkirche Weißenohe

Einen außergewöhnlich direkten Einblick in diese Konflikte und in den Klosteralltag in Weißenohe bietet das Tagebuch, das der junge Mönch und spätere Begründer der Bibliothekswissenschaften Martin Willibald Schrettinger von 1793 an führte. Schrettinger war es dann 1802 auch, der als Beauftragter einer Gruppe der Aufklärung verbundener Mitbrüder selbst in München um die Aufhebung des mit zu dieser Zeit von etwa fünfzehn Mönchen bewohnten Klosters nachsuchte.
Die Säkularisation, die Aufhebung des Klosters, erfolgte zusammen mit der der anderen bayerischen Klöster 1803. Grund und Boden, die zum Kloster gehörenden Einrichtungen (Mühle, Brauerei etc.) und die Klostergebäude selber wurden verkauft, die Klosterkirche als Pfarrkirche der neu eingerichteten Pfarrei Weißenohe genutzt. Mitte des 19. Jahrhunderts wurden nach einem Brand zwei Flügel des Klostergebäudes abgebrochen. Die Mühle ist inzwischen aufwändig restauriert. Die Klosterbrauerei in den Wirtschaftsgebäuden westlich der Kirche wird seit 1827 als Familienbetrieb weitergeführt.
Ungewiss bleibt die Frage nach der Nutzung des verbleibenden Abtsflügels. Bis in die 1970er Jahre bewohnt, stand er lange leer, wurde dann aufwändig restauriert, diente einige Zeit als Tagungshaus eines privaten Unternehmens und steht nun wieder leer. Um einen möglichen Aufkauf durch rechte Gruppierungen zu verhindern, gründete sich ein Förderverein, der die Einrichtung einer Singakademie in den alten Klostergebäuden vorantreiben möchte.

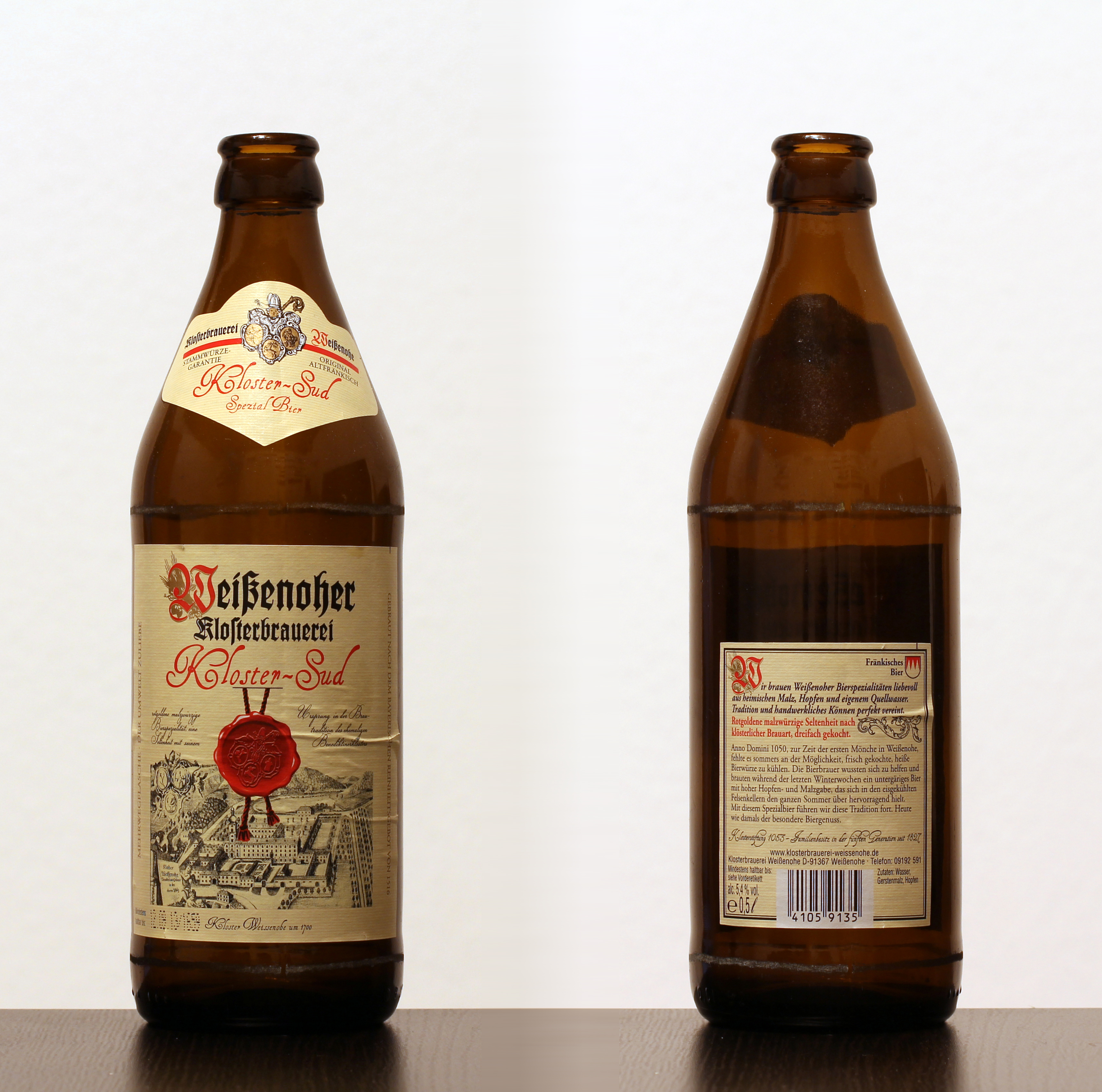
Weißenoher Klosterbrauerei Kloster-Sud

## Äbte, Prädikanten und Prioren
Dem Kloster standen insgesamt 27 Äbte vor, wobei durch die zeitweise Auflösung von Weißenohe auch die Abtsliste zweigeteilt wird. Im 16. und 17. Jahrhundert standen zeitweise evangelisch-lutherische und calvinistische Prädikanten den nun in eine Pfarrei umgewandelten Klosterbesitzungen vor. Nach der Wiedererrichtung wurden kurze Zeit Prioren als Vorsteher von den Äbten des Klosters Prüfening eingesetzt.
| 1109–1557 Erste Abtsreihe                                     |                                  |                             |                                                                                        |
| 1.                                                            | Otbert                           | gen. 1109                   | erster Abt                                                                             |
| 2.                                                            | Benedictus I.                    | gen. 1121, 1135, 1138       |                                                                                        |
| 3.                                                            | Gozmann                          | gen. 1146, 1150             | auch Gozmar                                                                            |
| 4.                                                            | Gundeloch                        | gen. um 1150                |                                                                                        |
| 5.                                                            | Arnold                           | unklar                      |                                                                                        |
| 6.                                                            | Eckehard                         | gen. 1172, 1175, 1195       | auch Hekard                                                                            |
| 7.                                                            | Friedrich I.                     | gen. 1196                   | auch Heinrich (I.), Friedrich von Wolfsberg                                            |
| 8.                                                            | Chadeloch                        | gen. 1205                   |                                                                                        |
| 1205–1281 kein Abt belegt                                     |                                  |                             |                                                                                        |
| 9.                                                            | Heinrich I.                      | gen. 1281, 1282, 1291, 1295 |                                                                                        |
| 10.                                                           | Friedrich II.                    | gen. 1309                   |                                                                                        |
| 11.                                                           | Konrad I.                        | gen. 1327, 1329             | zeitweise exkommuniziert                                                               |
| 12.                                                           | Heinrich II.                     | gen. 1335, 1341             |                                                                                        |
| 13.                                                           | Friedrich III.                   | 1348–1378                   |                                                                                        |
| 14.                                                           | Konrad II. Strobel               | gen. 1382, 1383             |                                                                                        |
| 15.                                                           | Konrad III. Strobel              | 1384–1399                   | aus der Familie der Strobel von Uttenreuth                                             |
| 16.                                                           | Bartholomäus Siegersdorfer       | 1399–1428                   |                                                                                        |
| 17.                                                           | Konrad IV. von Stein             | 1428–1430                   |                                                                                        |
| 18.                                                           | Iban Eckard                      | 1430–1441                   | Resignation                                                                            |
| 19.                                                           | Heinrich III. von Egloffstein    | 1441–1501                   |                                                                                        |
| 20.                                                           | Eucharius Gozmann                | 1501–1511                   |                                                                                        |
| 21.                                                           | Heinrich IV. Swab                | 1511–1526                   | auch von Schwab                                                                        |
| 22.                                                           | Achaz von Hirschaid zu Kohlstein | 1526–1554                   | † 24. August 1554                                                                      |
| 1557–1622/1625 lutherische und calvinistische Prädikanten     |                                  |                             |                                                                                        |
| 1669–1695 Prioren unter Administratoren aus Kloster Prüfening |                                  |                             |                                                                                        |
| 1.                                                            | Bernhard Degl                    | 1669–1674                   |                                                                                        |
| 2.                                                            | Anselm Claus                     | 1674–1676                   |                                                                                        |
| 3.                                                            | Gregor Dietl                     | 1676–1685                   | 1. Amtszeit                                                                            |
| 4.                                                            | Dominicus Beck                   | 1685–1687                   | lediglich aushilfsweise Prior                                                          |
| 5.                                                            | Gregor Dietl                     | 1687–1690                   | † April 1690                                                                           |
| 6.                                                            | Georg Bachmayr                   | 1690–1695                   |                                                                                        |
| 1695–1803 Zweite Abtsreihe                                    |                                  |                             |                                                                                        |
| (23.)                                                         | Johann Gualbert I. Forster       | 1695–1727                   | * in Hirschau, aus Kloster Prüfening, † 3. Juli 1727                                   |
| (24.)                                                         | Johann Gualbert II. Seeger       | 1727–1735                   |                                                                                        |
| (25.)                                                         | Benedikt II. Rheindl             | 1735–1740                   | * in Amberg, † 10. August 1740                                                         |
| (26.)                                                         | Ildephons Barth                  | 1740–1757                   | * in Sommerach, aus Kloster Michelfeld, † 25. November 1757                            |
| (27.)                                                         | Maurus Hermann                   | 1758–1803                   | * in Schwandorf, Auflösung des Klosters durch die Säkularisation, † 1809 in Schwandorf |